# ボイラー・メーカー

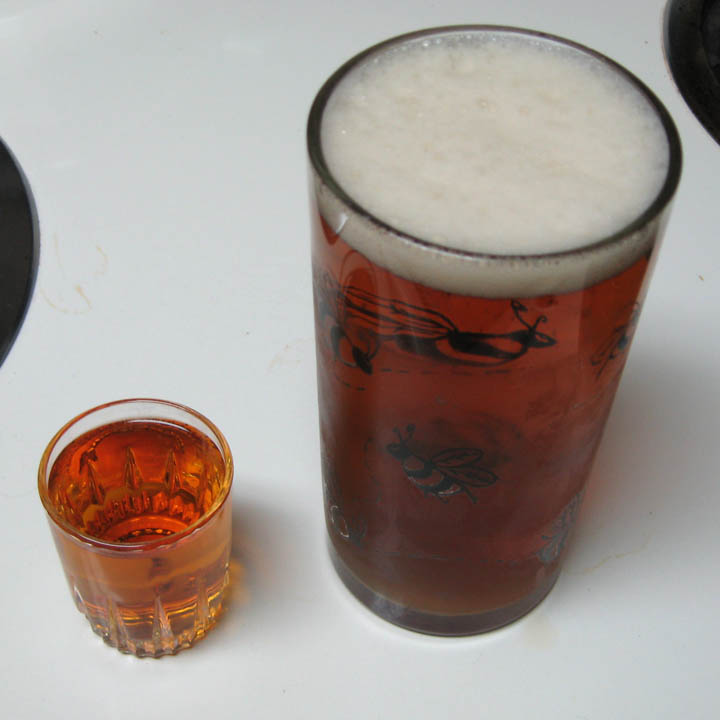
ウイスキーとビール

ボイラー・メーカー (Boiler Maker) は、ビールベースのカクテル。

## 由来
諸説ある。
1. アメリカの発電用ボイラー建設に従事していた作業員が、一発で酔っ払うために、飲みかけの缶ビールの缶の中にバーボンを入れて飲んだ[1]。
2. 飲むとボイラーが燃える様に体が熱くなる。

## 材料
- ビール - 120ml
- バーボン・ウイスキー - 45ml

## 作り方
グラスにビールを注ぎ、その中にショット・グラスに注いでおいたウイスキーを落として沈める。タンブラーグラスにウィスキーを注ぎ、そこによく冷えたビールを注ぐ作り方もある。
また、ストレートのウイスキーのチェイサーとしてビールを飲むだけでもボイラー・メーカーと呼ばれる。

## 備考
- ウィスキーをテキーラに変えるとサブマリノというカクテルになる。
- 1975年公開の映画『ブラニガン』では、ジョン・ウェイン演じる主人公ブラニガン警部補がボイラー・メイカーを注文し、「ポーランド人の飲み方」だと解説する[2]。
- 1992年公開の映画『リバー・ランズ・スルー・イット』ではクレイグ・シェイファー演じるノーマンがボイラー・メイカーを注文し、「ハートに乾杯」と一気飲みする。真面目で普段は感情を表さないノーマンだったが、求婚にokをもらって有頂天になっていたのだった[2]。